# Baltazar von Zülow
Baltazar von Zülow (12. května 1599 Zülow – 12. června 1670 Groß Stieten) byl švédský, meklenburský major ve třicetileté válce.

## Životopis
Jeho rodiče byli Kryštof von Zülow a Anna von Lützow. V dětství byl poslán ke dvoru ovdovělé vévodkyně v Braunschweigu a Lüneburgu, kde od roku 1612 sloužil ve městě Winsen an der Luhe, nejprve jako páže a poté jako komorník. Po čtyřech letech služby se rozhodl pro budoucí vojenskou kariéru. Poté byl u bratra své matky Joachima von Lützow, který jej vzdělával ve vědě. Účastnil se bitvy na Bílé hoře v řadách českého krále Fridricha Falckého. Byl součástí pluku hraběte Petra Arnošta II. Mansfelda v hodnosti korneta (kornet během třicetileté války odpovídal dnešnímu praporčíkovi). Před rokem 1622 byl povýšen na poručíka. Od roku 1625 sloužil v dánském vojsku v boji proti císaři Ferdinandu II., zde dosáhl povýšení na kapitána. V roce 1628 se účastnil švédsko-polské války jako rytmistr jezdectva. V roce 1631 dobyla Meklenbursko švédská armáda, která jej navrátila původní vládnoucí dynastii z důvodu dočasného vlastnictví generalisimem císařské armády Albrechtem z Valdštejna a Baltazar von Zülow přešel do služeb meklenburského vévody. Účastnil se dobývání Schwerinu, kde bránila samotný hrad císařská armáda s pouhými 200 muži.
Během života měl dvě manželky, nejprve měl s manželkou Margarethe von Barsse 10 dětí a s Marií Elisabeth von Hahn 5 dětí. Zemřel v roce 1670.